# Arondismentul Strasbourg
Arondismentul Strasbourg (în franceză Arrondissement de Strasbourg) este un arondisment din departamentul Bas-Rhin, regiunea Alsacia, Franța.

## Componență

### Cantoane
- Brumath (parțial)
- Hœnheim
- Illkirch-Graffenstaden
- Lingolsheim
- Schiltigheim
- Strasbourg-1
- Strasbourg-2
- Strasbourg-3
- Strasbourg-4
- Strasbourg-5
- Strasbourg-6

### Comune
Comunele din arondismentul Strasbourg are:
1. Achenheim
2. Bischheim
3. Blaesheim
4. Breuschwickersheim
5. Eckbolsheim
6. Eckwersheim
7. Entzheim
8. Eschau
9. Fegersheim
10. Geispolsheim
11. Hangenbieten
12. Hœnheim
13. Holtzheim
14. Illkirch-Graffenstaden
15. Kolbsheim
16. Lampertheim
17. Lingolsheim
18. Lipsheim
19. Mittelhausbergen
20. Mundolsheim
21. Niederhausbergen
22. Oberhausbergen
23. Oberschaeffolsheim
24. Osthoffen
25. Ostwald
26. Plobsheim
27. Reichstett
28. Schiltigheim
29. Souffelweyersheim
30. Strasbourg
31. Vendenheim
32. La Wantzenau
33. Wolfisheim